# Bulbophyllum globuliforme
Bulbophyllum globuliforme är en orkidéart som beskrevs av William Henry Nicholls. Bulbophyllum globuliforme ingår i släktet Bulbophyllum och familjen orkidéer. Inga underarter finns listade i Catalogue of Life.